# Adrien Talexy
Adrien Talexy, ook: Tels Talexy (Parijs, 1820 – aldaar, februari 1881) was een Frans, componist, pianist en muziekpedagoog.

## Levensloop
Talexy woonde na zijn muziekstudie als componist, pianist en pianoleraar in Parijs. Hij was regelmatig te gast in de Parijse Salons. Later was hij zelfs eigenaar van een zogenoemde muzikale salon. Talexy schreef een groot aantal werken, vooral "lichte" muziek, voor zijn instrument, de piano. Er bestaan ook enige werken voor orkest en harmonieorkest.

## Composities

### Werken voor orkest
- 1873 Bouquet of Beauties valses

### Werken voor harmonieorkest
- Preghiera alla madonna

### Muziektheater

#### Opera's
| Voltooid in | titel                 | aktes | première                                           | libretto |
| ----------- | --------------------- | ----- | -------------------------------------------------- | -------- |
| 1872        | La fête des lanternes |       | 2 oktober 1872, Parijs, Théâtre des Folies-Marigny |          |

#### Operettes
| Voltooid in | titel                | aktes  | première                                         | libretto |
| ----------- | -------------------- | ------ | ------------------------------------------------ | -------- |
| 1875        | Le secret de la rose | 1 akte | 30 oktober 1875, Parijs, Concert de la Pepinière | Durafour |

### Werken voor piano
- 1845 Étude Mazurka, voor piano, op. 19
- 1850 Diane, polka mazurka No. 1
- ca.1850 Musidora, polka mazurka
- 1851 "Felina" - Impromptu de Salon (Redowa), op. 22
- 1851 "Helena" - Premier Nocturne, op. 26
- 1851 Hercule, grand galop
- 1852 Mazurka brillante
- 1852 Étoile d'orient, polka mazurka
- 1852 La Carola
- 1853 Adrien, ètude
- 1853 "Angela" uit de opera «Marco Spada» van Daniel François Esprit Auber, polka mazurka
- 1853 Bella Aminta, polka-mazurka, op. 23
- 1853-1860 Fleur de Boheme, polka brillante voor piano
- 1853 Fantaisie brillante sur «Marco Spada» opéra de Daniel François Esprit Auber, op. 54
- 1854 Danse rustique, morceau brillant, op. 39
- 1854 Deuxième Étude Mazurka, op. 43
- 1854 Fantaisie brillante sur «La Butte des Moulins», opéra d'Adrien François Boieldieu, op. 44
- 1854 Feuilles d'Automne. 3 morceaux, op. 38
- 1854 Fleurs printanié
- 1854 Francine, polka mazurka
- 1854 La Française, l'Anglaise, la Turque, 3 polka-mazurkas
- 1854 La Fée, grande valse de salon, op. 48
- 1854 Lamento - 3e nocturne, op. 52
- 1854 Une fête Louis XV., morceau de genre, op. 71
- 1854 Vingt études expressives (genre moderne), op. 80
- 1855 Fantaisie brillante sur «Le Billet de Marguèrite», opéra de François-Auguste Gevaert, op. 78
- 1855 Fleur de printemps, polka
- 1855 Wanda, polka mazurka voor piano
- 1855 Puritani, polka

- 1856 Bona sera, berceuse, op. 86
- 1856 Fantaisie brillante, sur «Jenny Bell», opéra de Daniel François Esprit Auber, op. 82
- 1856 Gerty polka mazurka
- 1856 Les clochettes d'or, mazurka brillante, op. 87
- 1857 L'aigrette, polka mazurka
- 1857 Aranjuez, bolero facile voor piano, op. 96
- 1857 Devotions
- 1857 Fantaisie brillante sur «Les Saisons», opéra de Victor Massé, op. 99
- 1857 Fantaisie brillante sur «La Fanchonnette», opéra de Antoine-Louis Clapisson, op. 101
- 1857 Fragoletta, polka-mazurka
- 1857 Galop Bavarian
- 1857 L'Espagne. morceau brillant
- 1857 L'espalier de roses, mazurke brillante, op. 90
- 1857 La Chanson du pâtre, morceau, op. 91
- 1857 La charmille, grande Valse brillante
- 1857 Le diamant, polka mazurka
- 1858 Fantaisie brillante sur «Euryanthe», opéra de Carl Maria von Weber, op. 102
- 1858 Germaine, polka mazurka
- 1858 La fête au Tyrol, polka mazurka
- 1858 La guirlande de fleurs, polka mazurka
- 1858 Les Dragons de Villars, polka mazurka
- 1859 Eva, polka mazurka
- 1860 Enclumes et Marteaux, mazurke brillante
- 1860 Hermia, mazurka brillante
- 1861 Dormez enfants, berceuse
- 1862 Champs Fleuris, rèverie
- 1862 Chant d'Adieu
- 1862 Chant du Monastè

- 1862 "Don Pasquale" - transcription brillante, sur l'Opéra de Donizetti
- 1862 "Don Sebastian" - fantaisie brillante sur l'Opéra de Donizetti
- 1862 Éloigne-toi! 4e phrase sentimentale
- 1863 Fleur de France, mazurke brillante
- 1863 Le Bocage, morceau de genre
- 1863 Caprice Danois, morceau de salon
- 1863 Fouets et Grelots, grand galop brillant
- 1863 Les Feuilles de la Marguérite (Oracle), six morceaux
- 1864 The Flowers of the Field, six morceaux élégants
- 1865 Bouquet of Beauties, walsen-suite
- 1865 Et Bondebryllup - Welcome home the bride
- 1865 The Hansom galop
- 1866 "Brilliant Mazurka" op motieven uit Meyerbeers opera «L'Africaine»
- 1867 Bouquet d'Artifices, galop
- 1867 La Forêt, impromptu brilliant
- 1867 Les Aveux, walsen-suite
- 1867 La Belle Moscovite, mazurka brillante
- 1868 Les Coursiers, caprice brillant
- 1870 Comtessa, valse brillante
- 1873 Mazurka de salon sur «La Fille de Madame Angot», opéra de Alexandre Charles Lecocq
- 1876 Fantasia polka
- 1876 Flocons de Neige, mazurka brillante
- 1877 Christophe Colomb mourant (1506) - tekst: A. Queyriaux
- 1877 Demi Sommeil, rèverie
- 1878 L'Azoletta, wals
- 1879 Les Amants de Vérone, drame lyrique (opéra) du Paul-Xavier-Desiré Marquis de Richard d'Ivry (1829-1903), Fantaisie mosaique
- 1880 Bride en Main, grand galop brillant
- 1880 Polka mazurka sur «La Fille du Tambour Major», opéra comique de Jacques Offenbach